# Font'Grand
La Font'Grand est une fontaine-lavoir située à Clairac, dans le département de Lot-et-Garonne, en France.

## Localisation
La fontaine est située entre les numéros 69 et 71 rue Gambetta, à Clairac.

## Historique
L'eau qui alimente la fontaine prend sa source dans le parc de Roche. La fontaine Font'Grand a été la principale source publique avant la Révolution. Elle était située en dehors de l'enceinte du Moyen Âge mais dans l'emprise de l'enceinte bastionnée du début du XVIIe siècle.
Derrière la façade se trouve la pièce du réservoir partiellement taillée dans la roche et voûtée en ogive où est représenté un visage de femme. À partir du décor sculpté des culots et de la clé de voûte, on peut dater ces voûtes du XVIe siècle.
La façade de style classique porte deux dates : 1638 et 1909. 1638 doit être la date de sa première restauration, 1909, celle de sa réfection.
L'inscription latine entre ces deux dates, « ET ANNI ET UNDAE », signifie « Les années s'écoulent comme l'onde ».
La fontaine alimente un lavoir placée devant qui a étéaménagé lors de la réfection de la fontaine au début du XXe siècle. Le lavoir a été rénové dans les années 1990.
La fontaine et son système hydraulique, à l'exclusion du lavoir moderne, sont inscrits au titre des monuments historiques le 19 avril 1996,.